# Ming-Na Wen
Ming-Na Wen (kínaiul: 溫明娜; Coloane, Makaó, 1963. november 20. –) amerikai színésznő, modell. Legismertebb szerepei Mulan a Disney Mulan (1998) és Mulan 2. (2004) című filmjeiből, illetve Melinda May a SHIELD ügynökei című sorozatból. Fennec Shandként szerepel A Mandalóri sorozatban, majd őt alakította a Boba Fett könyvében is.

## Élete
1963. november 20.-án született a makaói Coloane szigetén. Anyja Szucsouból költözött Makaóra. Apja maláj és kínai származású. Van egy testvére, Jonathan.
Wen szülei gyerekkorában elváltak, így testvérével és anyjával Hongkongba költözött. Itt egy katolikus iskolába járt. Anyja újra megházasodott, így a család New York Citybe költözött. Öt év után Wen anyja és mostohaapja újból költöztek, ezúttal Pittsburghbe, ahol éttermet nyitottak The Chinatown Inn néven. Az étterem a mai napig üzemel. Wen Pennsylvania Mt. Lebanon nevű külvárosában nőtt fel, és a Mount Lebanon High Schoolba járt. 1986-ban diplomázott a Carnegie Mellon Universityn.

## Magánélete
1990-ben házasodott össze Kirk Aanes íróval, akitől három év után elvált. 1995. június 16-án házasodott össze Eric Michael Zee-vel. Két gyerekük van: Michaela Kitlin (2000. november 21.) és Cooper Dominic Zee (2005. október 12.)
Folyékonyan beszél angolul, kantoni nyelven és mandarinul.

## Filmográfia

### Film

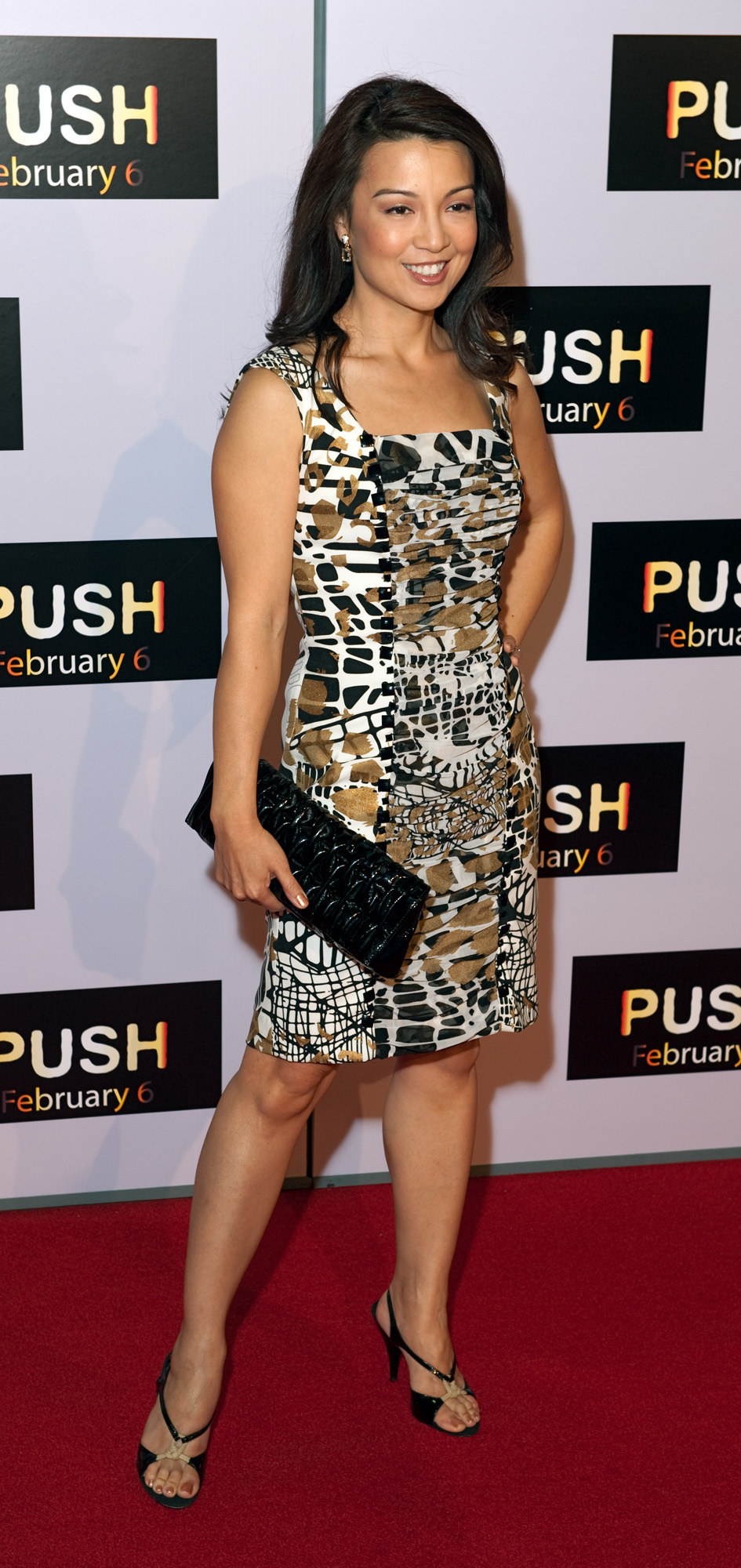
Az energia című film 2009. januári premierjén

| Év   | Magyar cím                       | Eredeti cím                                | Szerep                               | Magyar hang                    |
| ---- | -------------------------------- | ------------------------------------------ | ------------------------------------ | ------------------------------ |
| 1993 | Eső mennydörgés nélkül           | Rain Without Thunder                       | "Uudie" rab                          |                                |
| 1993 | Mennyei örömök klubja            | The Joy Luck Club                          | Jing-Mei "June" Woo                  |                                |
| 1994 | Az utolsó űrutazás               | Terminal Voyage                            | Han                                  | Roatis Andrea                  |
| 1994 | Hong Kong 97                     | Hong Kong '97                              | Katie Chun                           | Tóth Ildikó                    |
| 1994 | Street Fighter – Harc a végsőkig | Street Fighter                             | Chun-Li                              | Biró Anikó                     |
| 1997 | Egyéjszakás kaland               | One Night Stand                            | Mimi Carlyle                         | Gubás Gabi                     |
| 1998 | Mulan                            | Mulan                                      | Fa Mulan (hangja)                    | Kiss Eszter Auth Csilla (ének) |
| 1998 |                                  | 12 Bucks                                   | Gorgeous                             |                                |
| 2001 | Final Fantasy – A harc szelleme  | Final Fantasy: The Spirits Within          | Dr. Aki Ross (hangja)                | Gubás Gabi                     |
| 2002 |                                  | A Ribbon of Dreams                         | Mei-Ling (hangja)                    |                                |
| 2002 |                                  | Teddy Bears' Picnic                        | Katy Woo                             |                                |
| 2004 | Mulan 2.                         | Mulan II                                   | Fa Mulan (hangja)                    | Kiss Eszter Auth Csilla (ének) |
| 2004 |                                  | Perfection (rövidfilm)                     | Woman                                |                                |
| 2008 | Szalagavató                      | Prom Night                                 | Dr. Elisha Crowe                     |                                |
| 2009 | Az energia                       | Push                                       | Emily Wu                             | Solecki Janka                  |
| 2010 |                                  | BoyBand                                    | Judy Roberts                         |                                |
| 2012 | Szuperciklon                     | Super Cyclone                              | Dr. Jenna Sparks                     |                                |
| 2013 |                                  | April Rain                                 | Hillary                              |                                |
| 2015 |                                  | Parallel Man: Infinite Pursuit (rövidfilm) | Mackenzie Cartwright ügynök (hangja) |                                |
| 2016 | Sötétség                         | The Darkness                               | Wendy                                | Mohácsi Nóra                   |
| 2018 | Ralph lezúzza a netet            | Ralph Breaks the Internet                  | Fa Mulan (hangja)                    | Kiss Eszter                    |
| 2019 |                                  | Swimming (rövidfilm)                       | Lilian                               |                                |
| 2020 | Mulan                            | Mulan                                      | tisztelt vendég (cameo)              |                                |
| 2020 | Pearl                            | Pearl                                      | igazgatónő                           |                                |
| 2021 |                                  | DC Showcase: The Losers (rövidfilm)        | Fan Long (hangja)                    |                                |
| 2023 |                                  | Glitter & Doom                             | Ivy                                  |                                |
| 2025 | Karate kölyök – Legendák         | Karate Kid: Legends                        | Dr. Fong                             | Tóth Ildikó                    |

### Televízió
| Év              | Magyar cím                               | Eredeti cím                                     | Szerep                                | Megjegyzések                                            |
| --------------- | ---------------------------------------- | ----------------------------------------------- | ------------------------------------- | ------------------------------------------------------- |
| 1985            |                                          | Mister Rogers' Neighborhood                     | Királyi trombitaművész                | 2 epizód                                                |
| 1987            |                                          | Another World                                   | Abby                                  | 1 epizód                                                |
| 1988–1991       |                                          | As the World Turns                              | Lien Hughes                           | 42 epizód                                               |
| 1993            |                                          | Blind Spot                                      | Mitsuko                               | televíziós film                                         |
| 1994            |                                          | All-American Girl                               | Amy                                   | 1 epizód                                                |
| 1994            |                                          | Vanishing Son II                                | Mai                                   | televíziós film                                         |
| 1994            | Vanishing Son IV                         |                                                 | Mai                                   | televíziós film                                         |
| 1995, 2000–2004 | Vészhelyzet                              | ER                                              | Jing-Mei Chen                         | - 118 epizód - magyar hangja: - Ullmann Mónika          |
| 1995–1997       |                                          | The Single Guy                                  | Trudy Sloan                           | 43 epizód                                               |
| 1997            |                                          | Happily Ever After: Fairy Tales for Every Child | Lani (hangja)                         | 1 epizód                                                |
| 1998            |                                          | Tempting Fate                                   | Ellen Moretti                         | televíziós film                                         |
| 1998–1999       |                                          | Todd McFarlane's Spawn                          | Jade / Lisa Wu (hangja)               | 5 epizód                                                |
| 2002            |                                          | I Got You                                       | Kaila                                 |                                                         |
| 2002            | Mickey egér klubja                       | House of Mouse                                  | Fa Mulan (hangja)                     | 1 epizód                                                |
| 2004            | Jimmy Neutron kalandjai                  | The Adventures of Jimmy Neutron: Boy Genius     | Guan Qi "Peggy" Tsu hercegnő (hangja) | 1 epizód                                                |
| 2004–2005       | The Batman                               | The Batman                                      | Ellen Yin (hangja)                    | - 16 epizód - magyar hangja: - Kelemen Kata             |
| 2004            | Esküdt ellenségek: Különleges ügyosztály | Law & Order: Special Victims Unit               | Li Mei                                | 1 epizód                                                |
| 2005            | Robotcsirke                              | Robot Chicken                                   | Mary-Kate Olsen (hangja)              | 1 epizód                                                |
| 2005            |                                          | Inconceivable                                   | Rachel Lu                             | 9 epizód                                                |
| 2006            |                                          | George Lopez                                    | Tracy Lim professzor                  | 2 epizód                                                |
| 2006            | Emberrablás                              | Vanished                                        | Lin Mei                               | 13 epizód                                               |
| 2007            |                                          | American Masters                                | Narrátor (hangja)                     | 1 epizód                                                |
| 2007, 2010      | Két pasi – meg egy kicsi                 | Two and a Half Men                              | Linda Harris bíró                     | 5 epizód                                                |
| 2008-2015       | Phineas és Ferb                          | Phineas and Ferb                                | Dr. Hirano (hangja)                   | 3 epizód                                                |
| 2008-2015       | Phineas és Ferb                          | Phineas and Ferb                                | Ginger Hirano (tizenéves hangja)      | 1 epizód                                                |
| 2008            | Doktor Addison                           | Private Practice                                | Kara Wei                              | 1 epizód                                                |
| 2008            | Boston Legal – Jogi játszmák             | Boston Legal                                    | Ming Wang Shu                         | 1 epizód                                                |
| 2009            | Ni Hao Kai-lan                           | Ni Hao, Kai-Lan                                 | Gu Nai Nai (hangja)                   | 1 epizód                                                |
| 2009–2011       | Stargate Universe                        | Stargate Universe                               | Camile Wray                           | 31 epizód                                               |
| 2011–2012       | Eureka                                   | Eureka                                          | Michaela Wen szenátor                 | 7 epizód                                                |
| 2011            |                                          | Celebrity Ghost Stories                         | Önmaga                                | 1 epizód                                                |
| 2012            | Kalandra fel!                            | Adventure Time                                  | Finn édesanyja (hangja)               | 2 epizód                                                |
| 2013            |                                          | Nashville                                       | Calista Reeves                        | 1 epizód                                                |
| 2013–2020       | A S.H.I.E.L.D. ügynökei                  | Agents of S.H.I.E.L.D.                          | Melinda May ügynök                    | - főszereplő (134 epizód) - magyar hangja: - Vándor Éva |
| 2014            | Szófia hercegnő                          | Sofia the First                                 | Fa Mulan (hangja)                     | - 1 epizód - magyar hangja: - Kisfaludy Zsófia          |
| 2016            |                                          | Agents of S.H.I.E.L.D.: Slingshot               | Melinda May ügynök                    | websorozat (2 epizód)                                   |
| 2017–2018       | Milo Murphy törvénye                     | Milo Murphy's Law                               | Savannah (hangja)                     | 7 epizód                                                |
| 2017            | Amerika Huangjai                         | Fresh Off the Boat                              | Stephanie                             | 1 epizód                                                |
| 2017–2018       | Szófia hercegnő                          | Sofia the First                                 | Vega (hangja)                         | 5 epizód                                                |
| 2017            | Medvetesók                               | We Bare Bears                                   | Ranger Zhao (hangja)                  | 1 epizód                                                |
| 2018            | A galaxis őrzői                          | Guardians of the Galaxy                         | Phyla-Vell (hangja)                   | 4 epizód                                                |
| 2018            |                                          | Marvel Rising: Secret Warriors                  | Hala, a vádló (hangja)                | televíziós rövidfilm                                    |
| 2018–2019       |                                          | Hot Streets                                     | Soo Park (hangja)                     | 6 epizód                                                |
| 2018–2019       | Amerika Huangjai                         | Fresh Off the Boat                              | Elaine                                | 2 epizód                                                |
| 2019            |                                          | Marvel Rising: Heart of Iron                    | Hala, a vádló (hangja)                | televíziós rövidfilm                                    |
| 2019            | Mao-Mao                                  | Mao Mao: Heroes of Pure Heart                   | Tanya Keys (hangja)                   | 1 epizód                                                |
| 2019–           | A Mandalóri                              | The Mandalorian                                 | Fennec Shand                          | - 4 epizód - magyar hangja: - Horváth Lili              |
| 2020            |                                          | Awkwafina Is Nora from Queens                   | Sandra                                | 2 epizód                                                |
| 2020            |                                          | 50 States of Fright                             | Susan                                 | websorozat (3 epizód)                                   |
| 2021–2024       | Star Wars: A Rossz Osztag                | Star Wars: The Bad Batch                        | Fennec Shand (hangja)                 | - 2 epizód - magyar hangja: - Horváth Lili              |
| 2021            | Yasuke legendája                         | Yasuke                                          | Natsumaru (hangja)                    | főszereplő                                              |
| 2021            | A látszat néha csal                      | Pretty Smart                                    | Jayden anyja                          | sztárvendég                                             |
| 2021–2022       | Boba Fett könyve                         | The Book of Boba Fett                           | Fennec Shand                          | - főszereplő (7 epizód) - magyar hangja: - Horváth Lili |
| 2022            | Az ifjú Sheldon                          | Young Sheldon                                   | Dr. Carol Lee                         | 1 epizód                                                |
| 2022            | Hacks – A pénz beszél                    | Hacks                                           | Janet Stone                           | 1 epizód                                                |
| 2023            | Vilma                                    | Velma                                           | Carroll (hangja)                      | mellékszereplő                                          |
| 2023            | Szörnyecskék: Mogwai titkai              | Gremlins: Secrets of the Mogwai                 | Fong Wing (hangja)                    | főszereplő                                              |
| 2023            | A kék szemű szamuráj                     | Blue Eye Samurai                                | Kaji asszony (hangja)                 | - mellékszereplő - magyar hangja: - Ősi Ildikó          |
| 2024            | Tomb Raider: Lara Croft legendája        | Tomb Raider: The Legend of Lara Croft           | Eva Tong (hangja)                     | 1 epizód                                                |

### Videójátékok
| Év   | Cím                             | Szerep            |
| ---- | ------------------------------- | ----------------- |
| 1995 | Street Fighter: The Movie       | Chun-Li           |
| 1999 | Disney's Story Studio: Mulan    | Fa Mulan          |
| 2005 | Disney's Story Studio: Mulan II | Fa Mulan          |
| 2006 | Kingdom Hearts II               | Fa Mulan          |
| 2015 | Disney Infinity 3.0             | Fa Mulan          |
| 2016 | Lego Marvel's Avengers          | Agent Melinda May |
| 2016 | Disney Magic Kingdoms           | Fa Mulan          |